# Circondario di Kangaba
Il circondario di Kangaba è un circondario del Mali facente parte della regione di Koulikoro. Il capoluogo è Minidian.

## Geografia antropica

### Suddivisioni amministrative
Il circondario di Kangaba è suddiviso in 9 comuni:
- Balan Bakama
- Benkadi
- Kagnogo
- Karan
- Maramandougou
- Minidian
- Naréna
- Nouga
- Séléfougou